# Abbaye de Herrevad
L’abbaye de Herrevad est une ancienne abbaye cistercienne, fondée au XIIe siècle au Danemark par des cisterciens de l'abbaye de Cîteaux, dans une région, la Scanie, qui est depuis 1658 rattachée à la Suède (actuellement commune de Klippan, Comté de Scanie).

## Histoire

### Fondation
L'abbaye de Herrevad est fondée en 1144 par les moines de l'abbaye de Cîteaux, au carrefour de routes importantes. L'abbaye est bâtie en pierres de taille.

### Au Moyen Âge

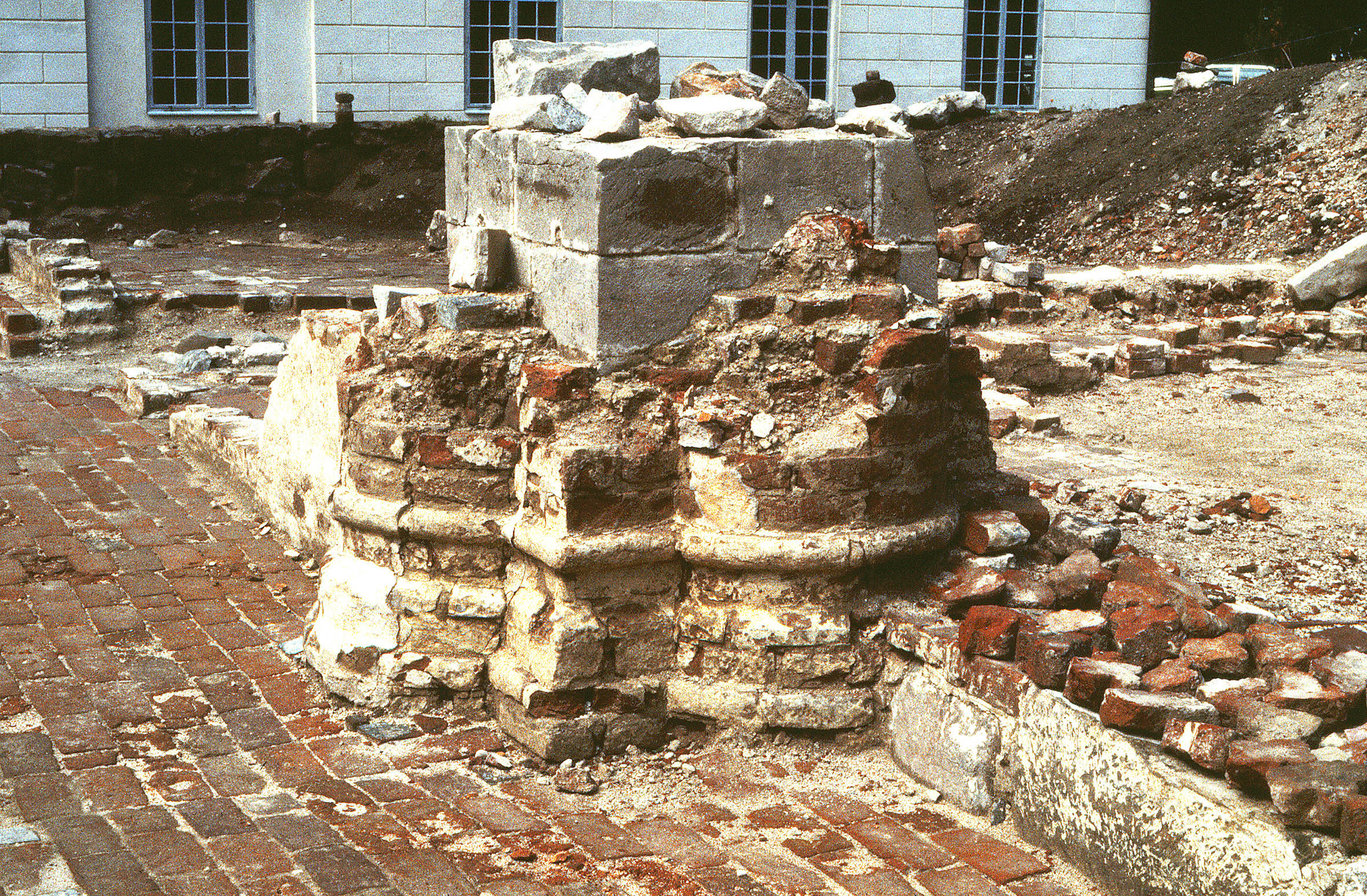
Ruines de l'abbatiale : un des anciens piliers de la nef de l'abbatiale.

L'abbaye de Herrevad est prospère et fonde au cours de la fin du XIIe siècle trois abbayes-filles, Tvis en 1163, Holme en 1172 et Løgumkloster en 1173, toutes les trois situées au Danemark.

### La Réforme
En 1536, la Réforme est imposée au Danemark par le roi Christian III qui saisit les biens de l'Église et fait fermer un peu plus tard les monastères. La plupart des bâtiments de Herrevad sont détruits au cours du XVIe siècle, pour finir par la destruction de l'abbatiale en 1600. Au cours de l'année 1572, Tycho Brahe séjourne sur le domaine de l'ancienne abbaye, résidence de son oncle Steen Bille. C'est de là qu'il observe le 11 novembre la supernova appelée depuis SN 1572.

### L'abbaye après les moines
Les quelques bâtiments restants sont détruits en 1800. Les deux ailes du bâtiment actuel sont bâties en 1817-1818 par A. N. Edelcrantz. Elles sont bâties de part et d'autre de l'ancienne aile gauche de l'abbaye.

## L'abbaye
Quasiment aucune superstructure initiale n'a survécu ; les seuls restes de la fondation cistercienne d'origine sont enterrés. Les fouilles archéologiques de 1939 ont permis de mettre au jour le plan de l'église abbatiale.